# Daniel Carlsson
Filip Daniel Carlsson, född 22 juni 1980 i Ängelholm, är en svensk konsert- och operasångare (kontratenor). Carlsson avlade examen vid Det Kongelige Danske Musikkonservatorium år 2009, där han studerade för docent Margrethe Enevold. Senare följde studier för Richard Levitt och Kevin Smith.
Carlsson gjorde operadebut på Drottningholms Slottsteater sommaren 2009 som kärleksguden Amor i Claudio Monteverdis opera Poppeas Kröning. Han arbetar på opera- och konsertscener i Norden och Europa.
Daniel Carlsson har fått flera roller och verk skrivna åt sig. Bland annat skrev Sven-David Sandström evangelistpartiet till honom, i hans The Passion of St John, och uruppförandet hölls på Konzerthaus Berlin våren 2016 . Även den svenske tonsättaren Daniel Börtz har skrivit ett parti för Carlsson, i hans Sinfonia 13, med uruppförande i Stockholms Konserthus våren 2019.
Carlsson har medverkat vid flera CD-inspelningar och på Spotify. Bland annat rollen som Judas i Georg Friedrich Händels Brockespassion, med Concerto Copenhagen under Lars Ulrik Mortensens ledning, och kantater av Johann Sebastian Bach med Enghave Barock.